# Римська поховальна практика
Римська поховальна практика містить в себе релігійні ритуали стародавніх римлян щодо похорон і кремації. Поховальні обряди включають в себе суміш найрізноманітніших почуттів і понять: стародавня віра в те, що душа людини після смерті продовжує існування в підземному царстві, подібне до того, що й за життя, бажанням блиснути пишністю похорон, щира безпорадна скорбота й горда свідомість свого нерозривного зв'язку з родом, життя якого було безперервним служінням державі.
У римлян, як і у греків, похорон був неухильним обов'язком, який лежав не тільки на родичах покійного. Перехожий, якому трапилось тіло померлого, повинен був влаштувати символічні похорони, тричі обсипавши тіло землею. Ця вимога була заснована на вірі в те, що душа смертного не знатиме спокою і назавжди блукатиме землею, адже її не допустять до підземного царства. Ті, хто не мав родичів,зазвичай належали до гільдій або колегій, які надавали похоронні послуги своїм членам.
Римські кладовища розташовувалися за межами священного кордону міст (лат. Pomerium). Їх регулярно відвідували з підношенням їжі і вина, а також з особливими церемоніями під час римських свят на честь померлих. Похоронні пам'ятники з'являються по всій території Римської імперії, і їх написи є важливим джерелом інформації для вивчення історії. Римський саркофаг міг бути майстерним витвором мистецтва, прикрашеним рельєфною скульптурою, що зображає алегоричну, міфологічну та історичну сцени.

## Турбота за тілом
У греко-римську давнину тіла померлих вважалися забруднюючими навколишнього середовища. У той же час, борг по відношенню до своїх предків(лат. Pietas) був фундаментальною частиною давньоримської культури.

### Підготовка тіла

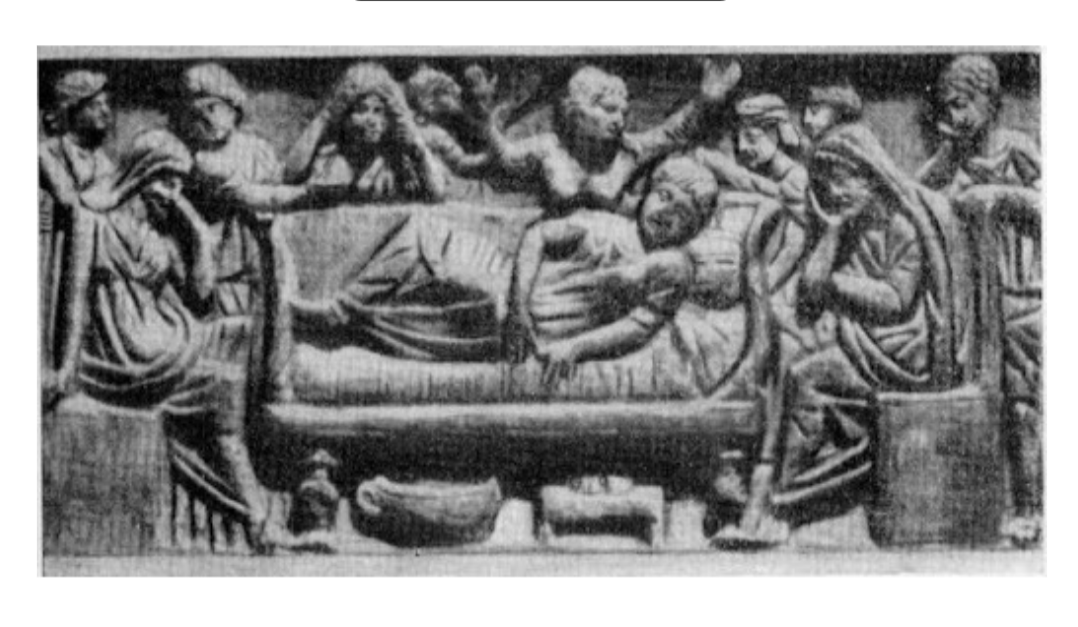
Останнє прощання (Саркофаг,рельєф,Лувр)

Коли людина помирала вдома, члени її сім'ї та близькі друзі збиралися навколо тіла. Відповідно до вірування, яке прирівнювало душу до дихання, найближчий родич прощався з відходом духу із тіла останнім поцілунком. Після цього померлому заплющували очі й голосно кілька разів називали його ім'я. Тіло клали на землю, омивали гарячою водою, як правило це робили родичі померлого або прислуга.
У Стародавньому Римі були професійні бальзамувальники. Труп часто залишався в будинку кілька днів для прощання з покійним і зняття воскової маски, тому іноді його бальзамували, але найчастіше лише натирали тими речовинами, які уповільнювали розкладання; це було кедрова олія, яка, за словами Плінія, «на століття зберігає тіла померлих недоторканими тлінням», сіль або мед. Таким чином, римляни, навіть вміючи консервувати трупи, не прагнули це робити.Померлого одягали відповідно до його соціального положення, наприклад, на громадянина вищого класу - темну тогу (лат. Toga pulla), призначену для похорону. Якщо помирав чоловік на нього покладали гірлянди і вінки із живих та штучних квітів, отримані ним за хоробрість протягом життя, військові подвиги, за перемогу на змаганнях  За законами Дванадцяти таблиць: "(Якщо хто-небудь був нагороджений вінком або сам особисто, або за своїх коней і рабів, [виступали на іграх], або якщо вінок був даний йому за його доблесть, то при його смерті не заборонялося покласти вінок на померлого як у нього вдома, так і на форумі, рівним чином його рідним дозволялося бути присутнім на похоронах у вінках)" (Х.7). " А також золота з небіжчиком нехай не кладуть. Але якщо у померлого зуби були скріплені золотом, то не забороняється поховати або спалити його з цим золотом"(Х.8). Вінки також зустрічаються в похованнях присвячених в містичні релігії.
Умащенного й одягненого небіжчика клали в атрії на парадне високе ложе (лат. Lectus funebris), у багатих людей воно було оброблене слоновою кісткою або принаймні з ніжками зі слонової кістки. За словами Плінія: "За законом природи, людина народжується головою вперед, а, згідно зі звичаєм, виносять його після смерті вперед ногами". (VII. 46).
До рота померлому вкладали монетку для сплати Харону при переправі через Стікс. Цей грецький звичай був рано засвоєний римлянами; знахідки показують, що він тримався протягом всієї республіки і імперії. Біля ложа запалювали свічки, курильниці з ароматами і канделябри зі світильниками, ложе обсипали квітами. Перед вхідними дверима на вулиці ставили велику гілку ялини (лат. Picea excelsa Link), яку Пліній називає «траурним деревом» (XVI. 40), або кипариса — «Він присвячений богу підземного царства і його ставлять біля будинку в знак того, що тут хтось помер.» (XVI. 139). Вважали, що ці гілки застерігали тих, хто йшов приносити жертву, а також понтифіків і фламіна Юпітера від входу в будинок, який вважався оскверненим присутністю небіжчика.
Кількість днів, впродовж яких померлий залишався в будинку, не були визначені точно. В деяких сім'ях покійника залишали вдома на більш тривалий час, імператорів хоронили зазвичай через тиждень після смерті. За цей час з мертвого знімали воскову маску, якою було покрито не тільки тіло, а ще й лице.

### Арпаги
Римляни називали немовлят, які померли в колисці, арпаги (лат. Arpagi). Їм не влаштовували похорону, тіла не кремували і не ховали, а над ними не ставили ніяких пам'ятників або епітафій. Зрештою, немовлята, які прожили 40 або більше днів і у яких були вирізані зуби перед смертю, були відмінні від арпагів; їх називали рапті і вони були кремовані.

## Поховальний обряд

### Процес захоронення
Існувало два способи захоронення: спалення і поховання. Закони Дванадцяти таблиць знають обидві форми поховання: "Нехай мерця не ховають і не спалюють в місті." (X.1). В останні століття республіки і в перше століття імперії трупи зазвичай спалювалися, і поховання в землі почало поширюватися тільки з II ст. н. е., можливо, під впливом християнства, що ставилося до спалення різко негативно.
Урочисті похорони, за якими зазвичай слідували гладіаторські ігри, влаштовувалися найближчими родичами померлого (лат. Funus indictivum). Такі похорони відбувалися, звичайно, вдень, в самий жвавий час, з розрахунком на те, щоб блиснути пишністю похоронної процесії, яка перетворювалася на видовище, що приваблювало натовпи людей. Вже закони Дванадцяти таблиць містять приписи, які обмежували розкіш похорону: "Понад цього нехай не роблять. Дров для [похоронного багаття] нехай сокирою не обтісують." (Х.2), "(Цицерон, про закони, II, 23, 59: обмеживши витрати [на поховання] трьома саванами, однією пурпуровою тунікою і десятьма флейтистами, закон XII таблиць сприйняв також і голосіння [за померлими])." (Х.3). При імперії закони ці втратили свою силу.
Учасників похоронного процесу розставляли за дотриманням певного ладу: за всім стежив один із службовців «похоронного бюро», так званий «розпорядник» (лат. Dissignator) та його пімічники — лікторів, факельщиків з факелами ялинового дерева і з восковими свічками, музикантів (флейтисти, трубачі і сурмачі). За музикантами слідували плакальниці (лат. Praeficae), які за словами Горація «Говорили і робили більше тих, хто сумував від душі» (а. р. 432). Вони обливалися сльозами, голосно волали та рвали на собі волосся. Їх пісні (лат. Neniae), в яких вони оплакували померлого і вихваляли його, були або старовинними заплачками, або спеціально підібраними для даного випадку. В особливих випадках такі співи виспівували цілі хори: на похоронах Августа ці хори складалися з синів і дочок римської знаті. За плакальницями йшли танцюристи та міми. Діонісій Галікарнаський розповідає, що на похоронах знатних людей він бачив хори сатирів, які виконували веселу сікінніду (VII. 72).
Після цього відбувалася найурочистіша і найсерйозніша частина всієї процесії: предки померлого зустрічали члена своєї сім'ї, що сходить в підземну обитель. У кожному знатному будинку, члени якого займали ряд курульних магістратур, зберігалися воскові маски предків, зняті в день смерті з померлого. На масках було написано ім'я померлого, його посади і подвиги. У день похорону ці маски, а вірніше їх дублікати, надягали на себе люди. Одягнувшись в офіційний одяг тієї особи, чия маска була надіта, вони сідали на колісниці або йшли пішки у супроводі лікторів. Чим більше було число цих предків, преторів, консулів, цензорів, тим розкішніше були похорони. Якщо померлий прославився військовими подвигами, здобував перемоги, завойовував міста і землі, то перед ношами, на яких стояло похоронне ложе, несли картини із зображенням його діянь, привезеної здобичі, підкорених народів і країн.
Носилки з ложем, на якому лежав померлий, несли найближчі його родичі, найчастіше сини. За ношами йшли родичі покійного в чорному одязі (жінки в імператорський час в білому одязі) без всіляких прикрас і знаків свого рангу (сенатори без туніки з широкими пурпуровими смугами, вершники без золотого кільця), чоловіки, пониклі, з покритою головою, жінки з розпущеним волоссям і оголеними грудьми, раби, які отримали за заповітом свободу, надягали на знак звільнення повстяний ковпак (лат. Pilleus). Жінки шумно висловлювали свою скорботу: виривали на собі волосся, дряпали щоки, били себе в груди, рвали одяг, голосно вигукували ім'я померлого. Закони Дванадцяти таблиць постановляють: "Нехай [на похоронах] жінки щік не дряпають і за померлими не голосять." (Х.4).
Похорон бідних людей був позбавлений всіляких парадності та пишності, він зазвичай відбувався в нічний час. Померлого виносили або найближчі родичі, або наймані носильники (лат. Vespillones). Труп клали в ящик, на якому були довгі ручки (лат. Sandapila). Кілька свічок і смолоскипів слабо висвітлювали похоронну ходу, не було музики, натовпу та промов.
Людей без роду і племені, так названих "дешевих рабів", ховали в страшних колодязях (лат. Puticuli), куди трупи скидали один на одного. У 70-х роках минулого століття знайдено було близько 75 таких колодязів: це глибокі шахти, стіни яких викладені кам'яними плитами (4 м в довжину і 5 м в ширину).

### Похоронна промова
При похоронах знатних і видатних осіб процесія прямувала не прямо до місця спалення, а загортала на форум, де і зупинялася перед рострами. Небіжчика на його парадному ложі ставили або на тимчасовому помості, або на ораторську трибуну; «предки» розсідалися навколо на курульних сидіннях. Тоді син або найближчий родич померлого сходив на трибуну і виголошував похвальну промову (лат. Iaudatio finebris), в якій говорив не тільки про заслуги померлого, а й про всі славні діяння його предків: «починаючи з найстаршого, розповідає він про успіхи і справи кожного» (Polib. VI. 53.9). Звичай вимовляти на похоронах похвальні промови на честь покійного був однією з форм історіографічної творчості.
У цих вихваляннях не все було, звичайно, чистою правдою; вже Цицерон писав, що вони внесли в історію багато брехні (Brut. 16.61), тієї ж думки дотримувався і Лівії (VIII. 40.4). Такі виступи іноді мали політичну спрямованість, наприклад мова Цезаря на похоронах його першої дружини Корнелії, дочки Цинни, (проти сулланського режиму) або його ж мова на похоронах його тітки Юлії (про божественне походження роду Юліїв).Перша хвалебна промова була, за словами Плутарха, виголошена Попліколою над тілом Брута (Popl. 9.7). Честю промови наділялися і жінки, але в особливих випадках. За свідченням Цицерона, першою жінкою, якій випала ця честь, була мати Катула (de or. II, 11.44). Після закінчення хвалебної мови процесія слідувала до місця поховання або до місця спалення тіла.

### Похоронна церемонія
Після проголошення похвальної промови процесія в тому ж порядку рухалася далі до місця спалення або поховання, яке знаходилося обов'язково за міськими стінами. Дозвіл на похорон в місті, не тільки в Римі, але і в муніципіях, довався рідко, як особлива честь і нагорода за видатні заслуги. Загальне кладовище існувало тільки для крайніх бідняків і рабів; люди багатших достатків розміщували свої могили за містом, переважно вздовж великих доріг, де панувало найбільше пожвавлення, там же влаштовували сімейну усипальницю. Похоронні обряди відбувалися вдома і на місці поховання. Місце для похоронного багаття (лат. Ustrina) відводилося часто неподалік від неї. Багаття складали переважно із смолистих, легко загоряючихся дров і підбавляли туди пального матеріалу, це міг бути смол, очерет, хмиз. Багаття складали у вигляді вівтаря; у багатих людей він бував дуже високий, прикрашений килимами і тканинами. Пліній каже, що "багаття розмальовувалися" (XXXV. 49), тож можна стверджувати, що стінки багаття розфарбовувалися в різні кольори. Навколо встромляли в знак жалоби гілки кипариса. Ложе з небіжчиком ставили на багаття і туди ж клали речі, якими померлий користувався за життя і які любив. До цього додавали всілякі дари учасників похоронної процесії, тіло рясно поливали і обсипали всілякими ароматами: ладаном, шафраном, нардом, амомом, смолою мірри. Перед спаленням відбувався символічний переказ землі: у померлого відрізали палець і закопували його.
Коли багаття було готове і ложе з небіжчиком на нього встановлено, один з родичів або друзів покійного підпалював багаття, відвернувши від нього своє обличчя. При спаленні великих воєначальників і імператорів солдати в повному озброєнні тричі обходили навколо багаття в напрямку справа наліво (лат. Decursio).
Догорівше багаття заливали водою і на цьому похоронна церемонія власне і закінчувалась. Учасники процесії говорили останнє "пробач" померлому, їх окропляли в знак очищення священною водою, і вони розходилися. Залишалися тільки родичі, на яких лежав обов'язок зібрати обгорілі кістки. Обряд цей докладно описаний в елегії, помилково приписуваної Тібуллу (III.2.15—25). Вимивши руки і зателефонувавши до Манів покійного, починали збирати його кістки. Їх спочатку обливали вином, а потім молоком, обтирали насухо полотном і клали в мішечок разом із різними ароматами. Це збирання кісток (лат. Ossilegium) відбувалося в той же день похорону, тоді ж відбувалося очищення сім'ї і будинку. Влаштовувався поминальний стіл біля самої могили, в «могильному триклінії», якщо він був, а якщо його не було, то просто на каменях або на землі. Обов'язковою стравою на цих поминках був особливий вид ковбаси (лат. Silicernrum). Могила освячувалася заклинаннями.

## Розташування могил
Могили розташовувалися по-різному. Місце, де був похований один чоловік і яке було призначене тільки для нього, відзначали двома або чотирма кам'яними стовпчиками по кутах могили або плоскою кам'яною плитою, яка служила столом для поминальних трапез. Родові і фамільні гробниці представляли собою часто великі споруди з декількома кімнатами; в одній стояли урни з попелом або саркофаги; в іншій збиралися в поминальні дні друзі і родичі покійного. Так як поминки включали і частування для живих, то нерідко біля могил влаштовувалися і кухні, згадувані в багатьох написах.

### Колумбарії

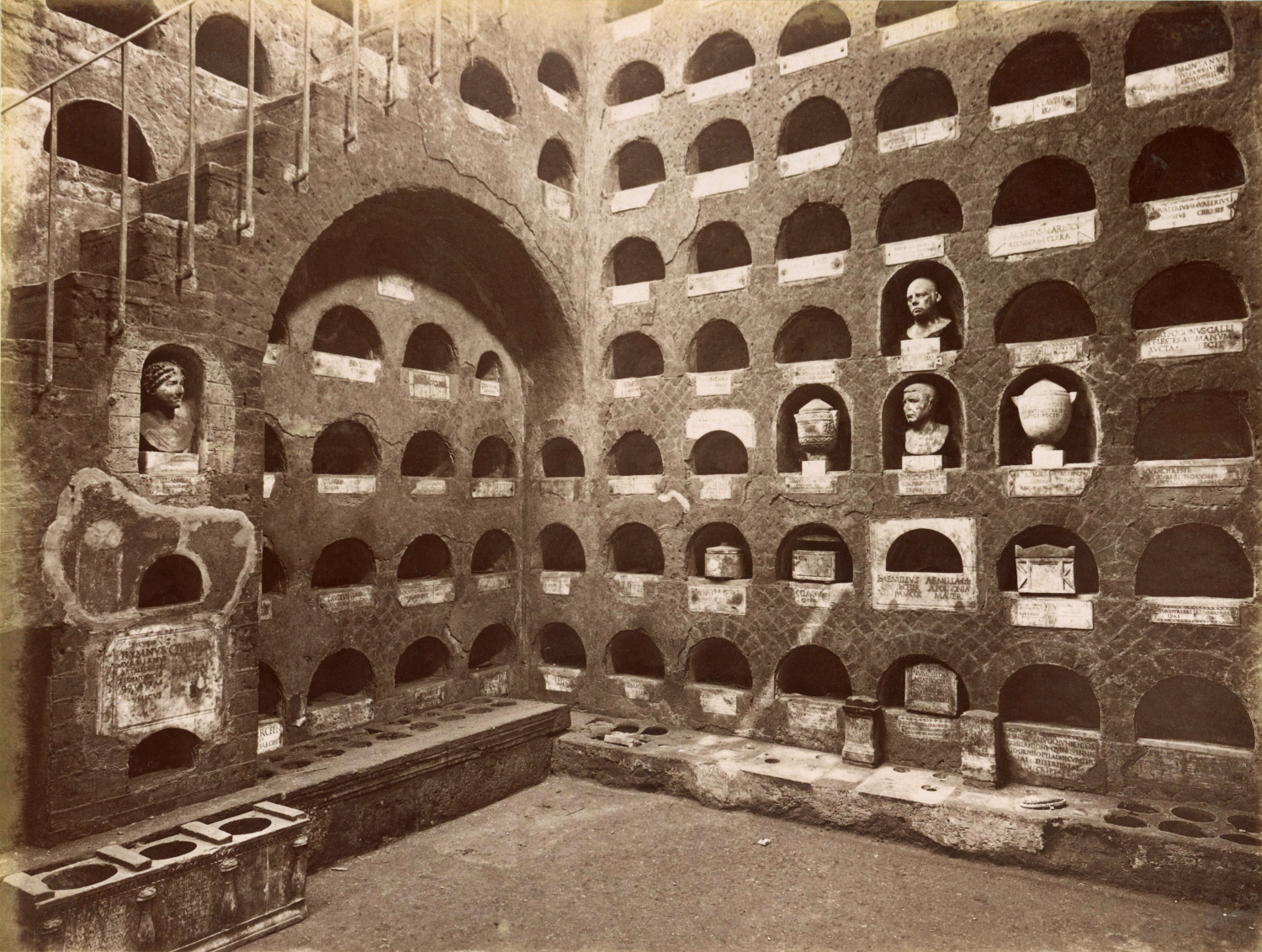
Колумбарій у Вінья Кодині (Vigna Codini) I—II ст.

Заможні люди влаштовували зазвичай гробницю не тільки для себе, але і для своїх відпущеників та нащадків. Якщо цих відпущеників було багато, то патрон виділяв у своєму могильнику місце для найбільш близьких йому, інші повинні були подбати про місце для поховання самі. Якщо особа не володіла засобами зробити собі окрему гробницю, і не бажала бути скинутою в загальне звалище, то їй належало забезпечити собі місце в колумбарії. Члени імператорської сім'ї і багаті будували колумбарії для своїх відпущеників і рабів. Це були чотирикутні, іноді круглі будівлі зі склепінчастою стелею. Підвальна частина колумбарію йшла досить глибоко в землю, а верхня будувалася з каменю і цегли. По стінах в кілька паралельних рядів йшли напівкруглі ніші. У підлозі кожної ніші робили два (рідко чотири) воронкоподібних поглиблення, в які ставили урни з попелом. Над кожною нішею знаходилися дощечки, зазвичай мармурові, з іменами осіб, чий прах тут спочивав.
Один з найбільших римських колумбаріїв, в якому могло поміститися не менше 3000 урн, був збудований на Аппієвій дорозі для рабів і відпущеників Лівії, дружини Августа. Він був знайдений в 1726 р., але зараз від нього майже нічого не залишилося,збереглися тільки його замальовки і план. Будівля являло собою прямокутник, з чотирма напівкруглими поглибленнями. З однієї такої ніші сходи вели на другий поверх значно менших розмірів. Інший колумбарій, знайдений в 1840 р., служив місцем поховання від часів Тиберія і до Клавдія. Посередині його знаходився великий чотирикутний пілон, в стінах якого теж були пророблені ніші. Цікавий ще один колумбарій часу імпператора Августа. Це прямокутна будівля з абсидою — уздовж його стін йдуть каплиці різної величини з нішами, розташованими в два або в три поверхи. Фронтони цих маленьких храмиків та колони розписані малюнками й візерунками. Стеля була розписана арабесками з рослинним орнаментом.
Господарями колумбаріїв виявлялися іноді похоронні колегії (лат. Collegia funeraticia), які купували вже збудований колумбарій або самі будували його для своїх членів. Метою цих колегій було доставити пристойне поховання всім, хто входив до їх складу. Членами могли бути вільні, раби та відпущеники. Потрібно було тільки постійно вносити місячний внесок, а при вступі сплатити певну суму. Гроші ці становили казну товариства (лат. Area), і на них споруджувався колумбарій; вони йшли також на його справне утримання, на похоронні витрати (лат. Funeraticium). Члени колегії ділилися на декурії (десятки); на чолі кожної стояв декуріон; в колегії був свій жрець, скарбник, секретар, розсильний. Голова, що обирався на п'ять років, іменувався квінквенналом. Він скликав загальні збори та вірішував всі найважливіші справи суспільства. Його найближчими помічниками були куратори (лат. Curatores), що відали будівництвом колумбарію і його ремонтом, а також тим, кому скільки ніш належало і в якому місці колумбарію вони знаходилися. У колегії були свої покровителі-патрони, які допомагали колегії своїм впливом, дарували їй землю або великі грошові суми.
Колумбарій, збудовані на кошти колегії, були власністю всіх її членів. Кожен з них отримував за жеребом число ніш, якими він міг розпоряджатися за бажанням: дарувати їх, продавати, заповідувати. У колумбаріях були місця, що вважалися особливо почесними - ніші нижніх рядів, найбільш зручні для звершення всіх церемоній похоронного культу. Такі місця колегія постановляла віддввати людям, які надавали їй особливо важливі послуги.
Була ще третя категорія осіб, які будували колумбарії, — спекулянти (лат. Societas). Вони вносили свої паї, хто більше, хто менше, а коли на ці гроші був збудований колумбарій, то відповідно до величини паю кожен член отримував за жеребом певне число ніш, якими і торгував, бажаючи отримати більший заробіток.
Колумбарії, могили і могильні пам'ятники були loca religiasa, тобто такими, яких сама природа захищала від усякого осквернення. Не тільки той, хто викидав прах небіжчика, розривав могили, намагаючись пограбувати їх, здійснював тяжкий злочин. Винен в ньому був і той, хто ламав пам'ятник, щоб використовувати камінь для будівництва. За такі дії накладалися важкі покарання, іноді навіть смертна кара.
Ще в середині XIX ст. поблизу Болоньї в містечку Вілланова були відкриті могильники з кремаціями. Попіл спалених поміщався в урни біконічної форми. Похоронний інвентар складався з кераміки, бронзового начиння, фібул і бритв, залізних знарядь, зброї і залишків кінської збру.

## Вшановування пам'яті
Дев'ять днів після похорону вважалися днями жалоби. Протягом цих днів родичі померлого ходили в темному одязі,їх не викликали до суду, а порушувати питання про спадщину в цей час вважалося непристойним. Дев'ятого дня на могилі приносили жертву (лат. Sacrificium novendiale), склад якої був строго визначений: тут могли бути яйця, сочевиця, сіль, боби. Вдома влаштовували поминальний обід (лат. Cena novendialis), за який сідали вже не в траурному одязі. Багатії в знак пам'яті своїх предків частували все місто. Траплялося, що народу давали просто шматки м'яса (лат. Visceratio), про цепише Тіт Лівій: "На похоронах матері Марк Флавій влаштував роздачу м'яса для народу." (VIII.22.2). При імперії роздачу м'яса замінили роздачею грошей. Ігри в пам'ять покійного (зазвичай гладіаторські) часто влаштовувалися теж в цей самий день (лат. Ludi novendiales).
Померлого не забували, пам'ять про нього свято дотримувалась в сім'ї. Його обов'язково поминали в день народження, в день смерті, в свято троянд (лат. Rosalia), в день фіалки (лат. Dies violae), в день поминання всіх померлих (лат. Parentalia). Римляни взагалі були дуже стурбовані тим, щоб увічнити свою пам'ять: деякі написи говорять про те, що покійник залишав певну суму грошей собі на поминки.
Могилу, в знак пам'яті, поливали водою, вином, молоком, оливковою олією, медом; покладали вінки, квіти, вовняні пов'язки; поливали кров'ю принесених в жертву обов'язково чорних тварин. Покійному ставили трапезу (лат. Cena feralis) з овочів, хліба, солі, бобів і сочевиці, а родичі влаштовували поминальне частування.